# Alchemilla hadacii
Alchemilla hadacii är en rosväxtart som beskrevs av S. Fröhner. Alchemilla hadacii ingår i släktet daggkåpor, och familjen rosväxter. Inga underarter finns listade i Catalogue of Life.